# Pallavolo ai Giochi della solidarietà islamica 2017
Il torneo di pallavolo ai Giochi della solidarietà islamica 2017 si è disputato durante la IV edizione dei Giochi della solidarietà islamica, che si è svolta a Baku nel 2017.

## Podi
| Evento                         | Oro         | Argento     | Bronzo       |
| Pallavolo maschile (dettagli)  | Iran        | Azerbaigian | Algeria      |
| Pallavolo femminile (dettagli) | Azerbaigian | Turchia     | Kirghizistan |